# Diodo Schottky
Il diodo Schottky (pronuncia: \ˈʃɔtki\) dal nome del fisico tedesco Walter Schottky, è un diodo a giunzione metallo - semiconduttore con bassa tensione di soglia e alta velocità di commutazione. L'antico rivelatore "a baffo di gatto" (cat's-whisker detector) può essere considerato come un primitivo diodo Schottky.
Quando scorre una corrente elettrica attraverso un diodo, si instaura una piccola caduta di potenziale sui suoi terminali. Un normale diodo al silicio ha una caduta di tensione ai suoi capi intorno agli 0,6-0,7 volt, mentre la caduta di tensione ai capi di un diodo Schottky si aggira intorno agli 0,15-0,45 volt (la caduta tende ad aumentare all'aumentare della corrente che percorre il diodo Schottky). Questa bassa caduta di potenziale permette di avere una migliore efficienza del sistema, mentre la mancanza di portatori minoritari, che nei diodi a giunzione devono essere estratti prima di ottenere l'interdizione, permette di avere elevate velocità di commutazione e riduzione degli overshoot di commutazione.

## Produzione

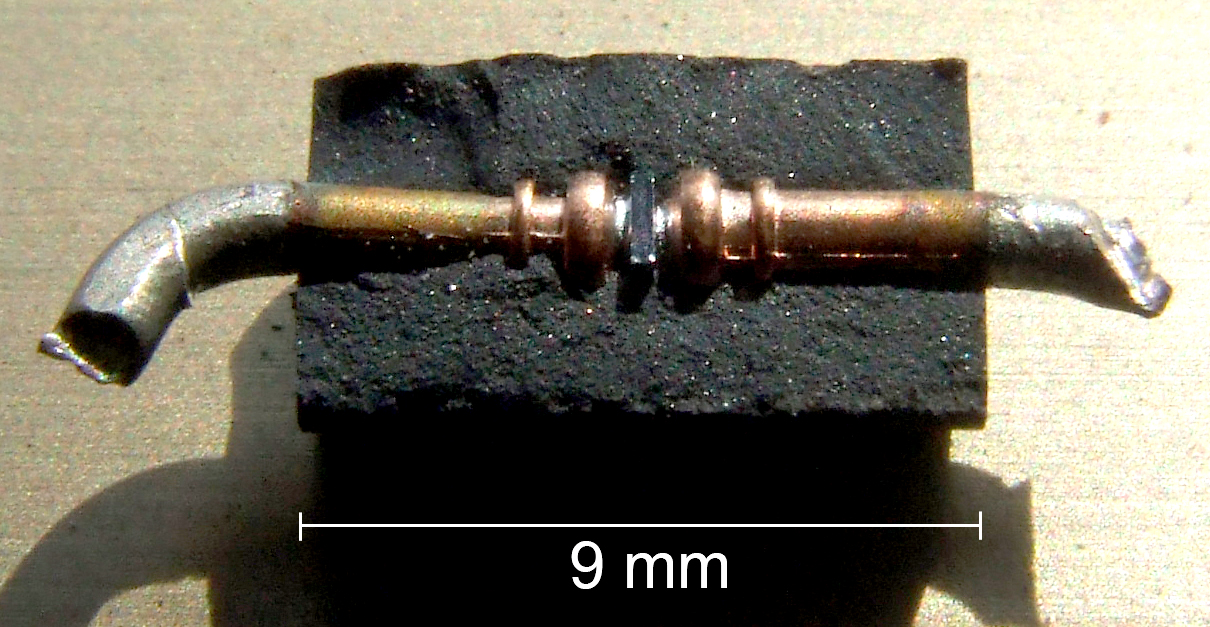
Sezione di un diodo Schottky

Viene formata una giunzione metallo-semiconduttore in modo da creare una barriera Schottky (invece di una giunzione p-n come nei diodi convenzionali). I metalli più comunemente usati per questi processi sono: molibdeno, platino, tungsteno o cromo, e talvolta siliciuro, come siliciuro palladio e siliciuro di platino; per quanto riguarda i semiconduttori invece si usa tipicamente silicio drogato di tipo n. Lo strato di metallo costituisce l'anodo del diodo mentre il semiconduttore di tipo n il catodo. Questa barriera Schottky in entrambi i materiali fornisce un'alta velocità di commutazione e una bassa caduta di potenziale.
La scelta della combinazione del metallo e del semiconduttore determina la tensione di soglia del diodo. Entrambi i semiconduttori, di tipo n o p, mostrano l'effetto Schottky; tuttavia i semiconduttori di tipo p presentano una tensione di soglia più bassa rispetto a quelli di tipo n. La dispersione di corrente inversa del diodo aumenta all'abbassarsi della tensione diretta, per cui non può essere eccessivamente bassa; il range di valori tipicamente usati è intorno ai 0.5-0.7 volt. Materiali come il siliciuro di titanio e altri siliciuri refrattari, usati nei processi di produzione dei CMOS poiché in grado di sopportare le alte temperature per la deposizione dei canali di source e drain, hanno una caduta di tensione eccessivamente bassa, dunque i processi che fanno uso di questi siliciuri non permettono di formare diodi Schottky.
All'aumentare della concentrazione dei droganti nel semiconduttore la larghezza della regione di svuotamento diminuisce. Al di sotto di una certa larghezza le cariche possono subire l'effetto tunnel attraverso la zona di svuotamento. A livelli estremamente elevati di drogaggio la giunzione non si comporta più come rettificante e diviene un contatto ohmico. Questa tecnica può essere usata per la simultanea produzione di contatti ohmici e diodi: un diodo viene formato tra un siliciuro e una regione lievemente drogata di tipo p, mentre un contatto ohmico tra un siliciuro e una zona fortemente drogata di tipo p. La zona poco drogata di tipo p rivela una elevatissima resistenza per funzionare da buon contatto ohmico, ma una tensione diretta troppo bassa e una corrente inversa troppo elevata per formare un buon diodo.
Nel caso in cui la giunzione del contatto Schottky sia abbastanza netta, un elevato gradiente di campo elettrico si instaura intorno ad esso limitando la tensione inversa di breakdown. Per la diffusione del gradiente di campo vengono usate varie strategie, dagli anelli di guardia alla sovrapposizione della metallizzazione. Gli anelli di guardia consumano una considerevole zona sul dispositivo, inoltre non più utilizzabile, e sono usati soprattutto nei diodi ad alta tensione, mentre la sovrapposizione della metallizzazione viene impiegata con i diodi per piccole tensioni.
I diodi Schottky sono spesso usati come morsetti anti-saturazione sui transistori ( Baker Clamp ). Il siliciuro palladio è in questo caso un'ottima scelta proprio grazie alla sua bassa tensione diretta (che deve essere bassa tanto quanto la tensione diretta della giunzione base-collettore); il siliciuro di platino ha una tensione diretta vicina al precedente e richiede una maggiore attenzione nella progettazione del layout. Il coefficiente di temperatura Schottky è più basso rispetto al coefficiente della giunzione base-collettore, il quale limita l'uso del PtSi ad alte temperature.
Per i diodi Schottky di potenza le resistenze parassite dello strato sepolto n+ e dello strato epitassiale di tipo n non possono più essere trascurate. La resistenza dello strato epitassiale è più rilevante in questo caso piuttosto che in un transistor quando la corrente lo attraversa lungo tutto lo spessore. Tuttavia funziona da resistore distribuito sull'intera area della giunzione e previene fughe termiche localizzate al di sotto del normale funzionamento.
In confronto con il normale diodo di potenza il diodo Schottky è meno robusto. La giunzione si porta in contatto diretto con la metallizzazione che è termicamente sensibile; un diodo Schottky può pertanto dissipare meno potenza rispetto a un normale diodo delle stesse dimensioni con la giunzione dello strato sepolto, prima di rompersi, in special modo se in zona di breakdown. Il vantaggio di una bassa tensione diretta del diodo Schottky viene meno ad alte correnti dirette, caso nel quale la caduta di tensione è dovuta a una serie di resistenze.

## Reverse recovery time
La più importante differenza fra i normali diodi e i diodi Schottky è il reverse recovery time (tempo di ripristino inverso), quando il diodo commuta dallo stato di conduzione allo stato di interdizione. Nel caso dei normali diodi questo tempo può essere dell'ordine delle centinaia di nanosecondi e meno dei 100 ns per i diodi più veloci; nei diodi Schottky il reverse recovery time è invece nullo poiché non c'è nulla da ripristinare (non ci sono portatori di carica accumulati nella zona di svuotamento della giunzione). Il tempo di commutazione è intorno ai 100 ps nei diodi per piccolo segnale, e al di sopra delle decine di nanosecondi per diodi speciali di potenza ad alta capacità. Nei normali diodi p-n inoltre vi è una corrente di ripristino inversa, la quale nel semiconduttori di potenza immette rumore tramite interferenze elettromagnetiche. Nei diodi Schottky la commutazione avviene quasi istantaneamente, dovuta alla piccola capacità di carico.
Si dice spesso che il diodo Schottky sia un dispositivo a sole “cariche maggioritarie”, ciò è dovuto al fatto che se il bulk del semiconduttore è drogato di tipo n allora solo i portatori di tipo n (elettroni mobili) giocano un ruolo significativo durante il normale funzionamento del dispositivo. Le cariche maggioritarie vengono velocemente iniettate nella banda di conduzione del contatto metallico sull'altra parte del diodo diventando elettroni liberi di muoversi; pertanto non viene coinvolto alcun tipo di ricombinazione delle cariche sia n che p, in modo che questo diodo possa interrompere la conduzione più velocemente rispetto a un normale diodo raddrizzatore. Questa proprietà a sua volta permette di avere una più piccola area del dispositivo, la quale inoltre giova a una minore capacità e ad una più veloce transizione. Questa è un'altra ragione per la quale i diodi Schottky vengono largamente impiegati per le commutazioni dei convertitori di potenza; l'alta velocità del diodo permette al circuito di operare a frequenze nel range dei 200 kHz fino ai 2 MHz, potendo usare dunque piccole induttanze e capacità con maggiore efficienza rispetto a quanto possa essere possibile con altri tipi di diodi. I diodi Schottky a piccola area sono il cuore dei detector e mixer RF, i quali spesso operano al di sopra dei 50 GHz.

## Limitazioni
Le più evidenti limitazioni del diodo Schottky sono: la tensione inversa relativamente bassa nei diodi con giunzione metallo-semiconduttore, tipicamente al di sotto dei 50 V, e la corrente inversa relativamente alta. Sono disponibili diversi dispositivi progettati per le alte tensioni (200 V è considerata un'alta tensione inversa). La corrente inversa, poiché aumenta con la temperatura, porta a un problema di instabilità termica. Questo spesso limita l'uso della tensione inversa utile al di sotto delle reali possibilità.
Mentre sono ottenibili maggiori tensioni inverse, essi sono caratterizzati da maggiori cadute di tensione diretta, comparabili a quelle di altre tipologie; così il diodo Schottky non avrebbe alcun vantaggio se non fosse per la maggiore velocità di commutazione.

## Diodi Schottky al carburo di silicio
I diodi Schottky costituiti da carburo di silicio hanno una minore corrente inversa rispetto ai normali diodi Schottky al silicio, e più alte tensioni inverse. Dal 2011 essi sono disponibili alla vendita in varianti al di sopra dei 1700 V.
Il carburo di silicio ha un'alta conduttività termica, e la temperatura ha solo una lieve influenza sulla sua commutazione e le sue caratteristiche termiche in genere. In speciali contenitori (package in inglese) i diodi Schottky al carburo di silicio possono funzionare a temperature di giunzione sino a 500 K (circa 200 °C), il che permette raffreddamento passivo tramite radiazione termica nelle applicazioni aerospaziali.

## Applicazioni

### Voltage clamping
Mentre i normali diodi al silicio hanno una tensione di soglia intorno ai 0.7 V (quelli al germanio intorno ai 0.3 V), i diodi Schottky hanno una corrente di soglia intorno ai 1 mA, dai 0.15 sino ai 0.46 V (si guardino ad esempio i datasheet dei costruttori dell'1N5817 e dell'1N5711), che li rendono utili nelle applicazioni di clamping (ovvero quella tecnica che permette di shiftare la forma d'onda del segnale interamente sul semipiano positivo o negativo delle ordinate) e nella prevenzione della saturazione del transistor, ciò è dovuto alle alte densità di corrente nel diodo Schottky.

## Corrente inverse e protezione dalla scarica
Grazie alla bassa tensione di soglia del diodo Schottky viene persa una minore quantità di energia in calore rendendolo la scelta più efficiente per le applicazioni a bassi consumi. Precisamente essi vengono usati nei sistemi fotovoltaici stand-alone al fine di proteggere le batterie dalla scarica verso i pannelli solari durante la notte, e in un sistema connesso alla rete elettrica, che ha varie stringhe connesse in parallelo, in maniera da evitare che le correnti inverse possano scorrere dalle stringhe adiacenti verso quelle non correttamente illuminate in caso di rottura dei diodi di bypass.

## Alimentazione
Essi sono usati inoltre come raddrizzatori negli alimentatori; la bassa tensione di soglia e il veloce tempo di ripristino ne portano ad incrementare l'efficienza.
I diodi Schottky possono essere usati per alimentare dispositivi che hanno sia una batteria interna che un'alimentazione esterna mediante una logica OR a diodi. Tuttavia, la relativamente alta corrente inversa può essere un problema, in quanto un circuito di rilevamento della tensione ad alta impedenza (ad esempio per il monitoraggio della tensione della batteria o la verifica della presenza dell'alimentatore) vedrà una tensione proveniente dall'altra alimentazione attraverso il diodo.

## Progettazione
Comunemente si riscontrano diodi Schottky che incorporano le serie rettificanti 1N5817 (1 ampere). Le giunzioni metallo-semiconduttore caratterizzano i successori delle famiglie logiche 7400 TTL, le serie 74S, 74LS e 74ALS, dove essi sono impiegati per le loro proprietà di voltage clamping in parallelo con le giunzioni base-collettore del BJT per impedirne la saturazione, e quindi ridurne considerevolmente il ritardo nel tempo di spegnimento.
Diodi Schottky per piccolo segnale come le serie 1N5711, 1N6263, 1SS106, 1SS108, e i BAT41–43, 45–49 sono largamente usati per applicazioni ad alta frequenza, come mixer ed elementi non lineari, dove hanno sostituito i diodi al germanio. Essi sono inoltre adatti alla protezione dalle scariche elettrostatiche di dispositivi che ne sono sensibili come i dispositivi a semiconduttore dei gruppi III-V, diodi laser e, in misura minore, le linee esposte della circuiteria del CMOS.

## Alternative
Quando si vuole una minore dissipazione di potenza si può usare invece un circuito di controllo ed un MOSFET, in un modo di funzionamento noto come "rettificazione attiva".
Un super diodo consiste in un diodo p-n o un diodo Schottky e di un amplificatore operazionale che dà in uscita una caratteristica del diodo quasi perfetta dovuta all'effetto della retroazione negativa, sebbene il suo uso sia confinato a frequenze all'interno della banda passante dell'amplificatore operazionale.